# Franco Modigliani
Franco Modigliani (født 18. juni 1918, død 25. september 2003) var en italienskfødt økonom, der udvandrede til USA og fik amerikansk statsborgerskab. Han var professor ved Massachusetts Institute of Technology (MIT) og modtog Nobelprisen i 1985. Han har ydet vigtige bidrag inden for finansiel økonomi og makroøkonomi. Han var keynesianer og en af hovedmændene bag skabelsen af den såkaldte neoklassiske syntese. Hans vigtigste bidrag har været Modigliani-Miller-teoremet og hans livscyklushypotese om opsparingen over livet.

## Baggrund
Modigliani blev født i Rom. Som 17-årig begyndte han at læse jura ved Roms universitet. Han blev involveret i antifascistisk arbejde, og efter Mussolinis indførelse af antijødiske love i 1938, forlod han Italien og slog sig i første omgang ned i Paris, hvor han giftede sig med Serena i 1939. Samme år vendte han kort tilbage til Italien for at modtage sin universitetsgrad som doctor juris. Samme år flyttede familien til USA. Her fik han et stipendium til at studere økonomi. I 1942 begyndte han at undervise i økonomi og statistik, og i 1944 skrev han sin Ph.D.-afhandling, hvis hovedindhold blev trykt i det førende tidsskrift Econometrica samme år som  "Liquidity Preference and the Theory of Interest and Money". I denne artikel blev den keynesianske "revolution", som Keynes' tanker dengang betragtedes som, integreret med den traditionelle (neo)klassiske økonomi. Dermed var artiklen en vigtig del af den neoklassiske syntese.
I 1946 blev Modigliani amerikansk statsborger. Han var ansat ved forskellige universiteter og institutioner, inden han i 1962 blev ansat på MIT. Her blev han til sin død, fra 1970 med den særlig ærefulde titel som Institute Professor, der er speciel for MIT. 

## Vigtigste forskningsresultater

### Miller-Modigliani-teoremet
Sammen med Merton Miller, der fik Nobelprisen fem år efter Modigliani, formulerede han i 1958 det vigtige Modigliani–Miller-teorem, et vigtigt resultat inden for virksomhedsfinansiering. Teoremet viste, at under visse antagelser er værdien af en virksomhed uafhængig af, om den finansieres af egenkapital (ved udstedelse af aktier) eller af fremmedkapital (ved låntagning).

### Livscyklushypotesen
Modigliani var også ophavsmand til livscyklushypotesen, som er et forsøg på at forklare opsparingsniveauet i et land. Modigliani mente, at forbrugere vil forsøge at opnå et stabilt forbrugsniveau hen over deres liv (foretage forbrugsudjævning). Det kan opnås ved at spare op i de år, hvor man arbejder, for at bruge af opsparingen, når man er gået på pension. Dette er senere blevet et af de grundlæggende udgangspunkter for at forklare udviklingen i forbrug, indkomster og opsparing og sammenhængen med demografiske forhold. En moderne dansk makroøkonomisk model som DREAM består således af familier i forskellige aldre, som følger samme livscyklus-adfærd, som Modigliani forudsagde.